# Фестиваль семи трав

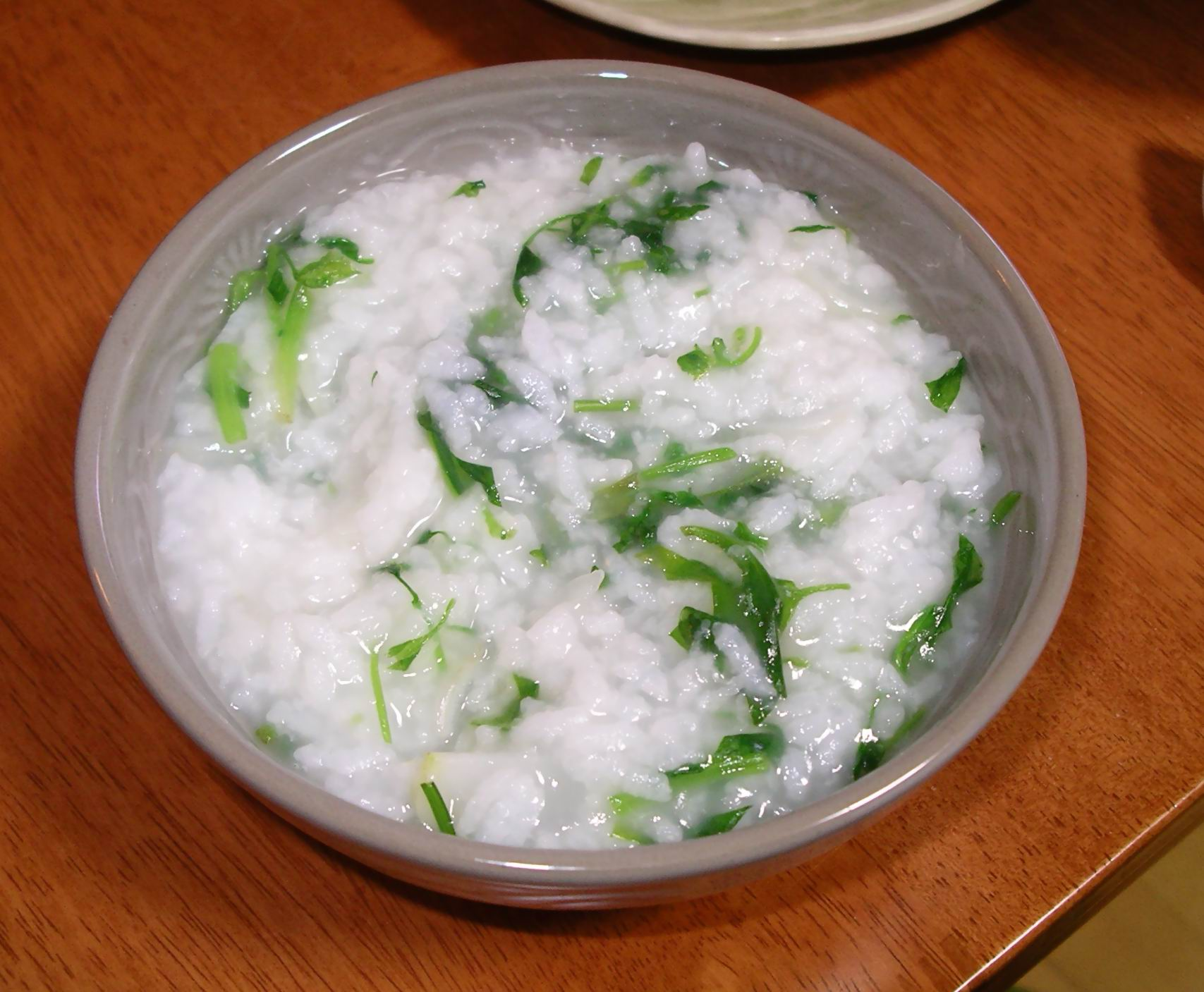
Нанакуса-гаю

Фестиваль семи трав або Нанакуса-но-секку (яп. 七草の節句) — давній японський звичай їсти конджі з сімома травами (нанакуса-гаю) 7 січня (джинджицу).

## Історія
Сьомий день першого місяця був важливим японським фестивалем з давніх часів. Описаний у Цзиньчу Суйсіджі, списку свят часів Шести династій Китаю. Він зафіксував південнокитайський звичай їсти гарячий суп, що містить сім овочів, щоб отримати довголіття та здоров'я та відвернути зло 7-го дня першого місяця китайського календаря. Оскільки в той час року зелені небагато, молоді зелені трави використовують, щоб додати колір до білого рису. Звичай існував на Тайвані до середини династії Цин, і досі існує в деяких районах сільської провінції Гуандун.

## Сім весняних квітів
Нанакуса (七草/七種), або більш конкретно, хару но нанакуса (春の七草/春の七種), сім весняних квітів (або трав), це сім їстівних дикорослих трав весни. Традиційно це:
| Зображення | Традиційна назва          | Транслітерація | Сучасна назва                      | Транслітерація    | Рослина                 |
| ---------- | ------------------------- | -------------- | ---------------------------------- | ----------------- | ----------------------- |
|            | 芹 (せ り)                | сері           | セ リ                              | сері              | Oenanthe javanica       |
|            | 薺 (な ず な)             | назуна         | ナ ズ ナ ぺ ん ぺ ん 草            | назуна пенпенгуса | Грицики звичайні        |
|            | 御 形 (ご ぎ ょ う)       | гогйо          | ハ ハ コ グ サ (母子 草)           | хахакогуса        | Pseudognaphalium affine |
|            | 繁 縷 (は こ べ ら)       | акобера        | コ ハ コ ベ (小 蘩 蔞)             | кохакобе          | Зірочник середній       |
|            | 仏 の 座 (ほ と け の ざ) | хотокеноза     | コ オ ニ タ ビ ラ コ (小鬼 田平子) | коонітабірако     | Lapsana                 |
|            | 菘 (す ず な)             | сузуна         | カ ブ (蕪)                         | кабу              | Турнепс                 |
|            | 蘿蔔 (す ず し ろ)        | судзусіро      | ダ イ コ ン (大 根)                | дайкон            | Редька                  |

Інгредієнти часто замінюють звичайні місцеві трави.
Вранці 7 січня або напередодні ввечері люди кладуть нанакусу, самодзі та / або дерев'яний товкач на стільничку і, повернувшись до напрямку удачі, скандують «Перед тим, як птахи континенту (Китай) полетять до Японії, давайте отримаємо нанакусу», розрізаючи трави на шматочки. Ці замовляння можуть відрізнятися залежно від місця.

## Сім осінніх квітів
Весняні нанакуси відзуркалні у акі но нанакуса (秋の七草/秋の七種), що означає сім квітів осені. Вони перелічені нижче:
| Зображення | Традиційна назва         | Транслітерація | Сучасна назва        | Транслітерація | Рослина                 |
| ---------- | ------------------------ | -------------- | -------------------- | -------------- | ----------------------- |
|            | 女郎 花 (お み な え し) | омінаеші       | シ ミ ナ エ シ       | омінаеші       | Patrinia scabiosifolia  |
|            | 尾 花 (お ば な)         | обана          | ス ス キ             | сусукі         | Miscanthus sinensis     |
|            | 桔梗 (き き ょ う)       | кікйо          | キ キ ョ ウ          | кікйо          | Platycodon grandiflorus |
|            | 撫 子 (な で し こ)      | надешико       | カ ワ ラ ナ デ シ コ | каваранадешіко | Діантус                 |
|            | 藤 袴 (ふ じ ば か ま)   | фудзібакакама  | マ ジ バ カ マ       | фудзібакакама  | Eupatorium fortunei     |
|            | 葛 (く ず)               | кузу           | Zu ズ                | кузу           | Pueraria lobata         |
|            | 萩 (は ぎ)               | хагі           | ハ ギ                | хагі           | Леспедеза               |

Сім квітів осені — Lespedeza (хагі), міскантус (обана, Miscanthus sinensis), кудзу, гвоздика (надешико, Dianthus superbus), жовта квітка валеріани (омінаєші, Patrinia scabiosifolia), Eupatorium fortunei (фудзібакама) та Китайський дзвіночок (кікйо, Platycodon gradiflorus). Ці сім осінніх квітів забезпечують візуальну насолоду. Японці захоплюються їх простотою: вони маленькі та вишукані, гарно забарвлені. Вони названі типовими осінніми квітами у вірші з антології Маньюсю.
На відміну від весняних колег, немає жодної особливої події чи фестивалю, яка б могла відношення до семи квітів осені. Осінні квіти призначені не для збору та їжі, а для милування, незважаючи на те, що кожен з них використовується у традиційній китайській медицині. Танка та хайку про ханано (花野, квіткове поле), тобто поля, де осінні польові квіти цвітуть, мають багатовікову історію.

## Застережна примітка
Вид петрушки японської (Oenanthe javanica) роду Oenanthe (Омег) легко переплутати з токсичною водною болиголовою. Незважаючи на те, що випадкові отруєння трапляються рідко, слід дотримуватися обережності, маючи справу з іншими видами. Oenanthe javanica не зустрічається за межами Азії, якщо спеціально не культивується. Дикорослі сорти омегу можуть бути смертельними, навіть у невеликих кількостях.